# Sri Aurobindo
(Sri Aurobindo)
Sri Aurobindo (bengalese: শ্রী অরবিন্দ Sri Ôrobindo, sanscrito: श्री अरविन्द Srī Aravinda; Calcutta, 15 agosto 1872 – Pondicherry, 5 dicembre 1950) è stato un filosofo e mistico indiano, considerato dai suoi discepoli un avatar, un'incarnazione dell'Assoluto.
Poeta, scrittore e maestro di yoga, si distinse anche per il suo impegno politico in favore dell'indipendenza dell'India.

## Biografia e opere

### Infanzia
Aravinda Ghose nacque a Calcutta il 15 agosto 1872, dal dottor Krishnadan Ghose (medico condotto) e da Swarmalata Bose (figlia del famoso letterato Rajnarayan Bose). I primi anni li trascorse a Rangpur, nel Bengala orientale; nel 1877 studia presso la Loretto School a Darjeeling.

### Studi in Inghilterra
Nel 1879 il padre, per sottrarlo all'influenza della cultura indiana, lo invia in Inghilterra insieme a due dei suoi fratelli. Pur vivendo in grande povertà a Manchester, ospite della famiglia Drewett, compie studi classici e nel 1884, viene ammesso alla St. Paul's School di Londra. Comincia a comporre i suoi primi poemi, alcuni dei quali vengono pubblicati su una rivista della scuola. Venuti meno i magri sussidi del padre, sopravvive con le borse di studio che riesce ad ottenere soprattutto per la straordinaria abilità nella versificazione greca e latina, riuscendo a mantenere anche i fratelli. Nel 1890 si trasferisce a Cambridge, dove viene ammesso nel prestigioso King's College e all'Indian Civil Service, la scuola di formazione degli amministratori indiani. Qui si unisce a un'associazione studentesca denominata Indian Majlis. Per via dei discorsi rivoluzionari il suo nome viene iscritto nella lista nera della polizia politica britannica.
Durante il soggiorno in Inghilterra, Sri Aurobindo acquisisce una vasta conoscenza della cultura europea antica, medioevale e moderna. Oltre ad essere un profondo conoscitore del greco e del latino, impara il francese, l'italiano, il tedesco e lo spagnolo, tanto da poter leggere in originale Dante, Goethe e Cervantes. Nell'agosto del 1892 supera il primo esame dell'Indian Civil Service. In ottobre torna a Londra e si iscrive a una società segreta chiamata 'Lotus and Dagger', nata con l'intento di favorire la liberazione dell'India dal giogo britannico. A novembre dello stesso anno, dopo aver superato tutti gli esami, non viene ammesso all'Indian Civil Service per essersi rifiutato di sostenere la prova di equitazione. In questo periodo conosce il maharaja di Baroda Sayaji Rao Gaekwad III, che si trovava a Londra. Ottiene un incarico presso il maharaja da svolgersi a Baroda e torna così in India, dove arriva nel febbraio del 1893.

### Ritorno nell'India britannica, opere letterarie e attivismo politico contro i britannici
Il suo primo incarico è quello di segretario particolare del maharaja dello Stato di Baroda, poi ministro dell'Educazione e quindi docente di lingue presso l'Università di Stato, dove diventa presto vice-rettore. Comincia a interessarsi e a studiare la condizione economica e sociale dell'India per valutare le possibilità di una rivolta contro i britannici. Per questo scopo si incontra segretamente con i maggiori capi nazionalisti dell'epoca. Fin dal 1893 scrive alcuni articoli sul quotidiano Indu Prakash, denunciando la "politica di accattonaggio" del Partito del Congresso. Il giornale viene minacciato di chiusura ed è costretto a rinunciare alla sua collaborazione.
Intanto va approfondendo le letterature e le lingue indiane, apprende il sanscrito e il bengali, continuando a dedicarsi alla poesia. La sua prima raccolta di versi, Songs to Myrtilla, viene pubblicata nel 1895. L'anno successivo pubblica il poemetto Urvasi. Nel 1899 scrive il poema Love and Death, considerata la più importante delle sue composizioni liriche giovanili. Nel 1901 sposa Mrinalini Bose. Nei primi anni del secolo XX scrive la commedia The Viziers of Bassora. Nel 1905 viene nominato Rettore dell'Università di Baroda. Si dimette dalla carica in seguito alla spartizione del Bengala in due Stati operata dai britannici e si trasferisce a Calcutta, deciso a lanciarsi apertamente nella lotta rivoluzionaria.
Partecipa attivamente alla lotta politica in Bengala dal 1906 al 1910, elaborando un programma rivoluzionario basato su quattro punti che lui stesso così riassunse: 1) risvegliare l'India all'idea dell'indipendenza; 2) suscitare nei connazionali uno stato permanente di rivolta; 3) trasformare le imbelli rivendicazioni del Partito del Congresso in un movimento che si proponga l'indipendenza completa del Paese dal Regno Unito; 4) preparare l'insurrezione armata.
Nell'agosto del 1906 fonda il quotidiano politico Bande Mataram, di cui sarà il più importante editorialista e redattore. Lo stesso mese viene aperta la prima Università nazionalista, di cui Sri Aurobindo diventa il Rettore. Tra l'ottobre e il dicembre dello stesso anno assume la leadership del Partito nazionalista del Bengala. Il 7 luglio 1907 viene denunciato per diffamazione e arrestato. Il Viceré dell'India dichiara di considerarlo «l'uomo più pericoloso con il quale abbiamo a che fare». E tuttavia i suoi articoli sono redatti in modo da apparire inattaccabili anche dalla censura britannica e il governo di Sua Maestà è costretto a rilasciarlo, in quanto «i fatti non sussistono».

### Svolta spirituale e fuga nell'India francese
Sri Aurobindo è ormai considerato il leader indiscusso del movimento rivoluzionario indiano. Svolge una mole di lavoro impressionante, dalla direzione dei maggiori convegni nazionalisti al giornalismo di alto livello, dalla fondazione di scuole nazionaliste all'insegnamento e a una fitta attività clandestina che consiste nell'organizzazione di numerosi centri di guerriglia. Senza mai trascurare la sua attività preferita: la poesia. In questi anni scrive, tra l'altro, il dramma Perseus the Deliverer. Nel gennaio del 1908 si ritira per tre giorni sotto la guida di uno yogi e raggiunge rapidamente una delle massime realizzazioni yogiche, il Nirvana. Ma non rinuncia per questo all'attività politica: il 2 maggio dello stesso anno viene arrestato dalla polizia britannica e rinchiuso nel carcere di Alipore, dove resterà un intero anno in attesa di processo, dal quale uscirà scagionato da ogni accusa. Durante l'anno in cella di isolamento Sri Aurobindo va approfondendo le sue esperienze interiori che lo condurranno rapidamente a quello che egli definisce "il segreto dell'azione".
Uscito di prigione nel maggio 1909, ritrova una situazione politica fortemente compromessa dalle esecuzioni e dalle deportazioni di massa compiute dal governo britannico. Si rimette subito al lavoro, fonda due nuovi quotidiani, uno in lingua inglese (Karmayogin) e uno in bengali (Dharma), nei quali rilancia l'ideale dell'indipendenza totale e della non-cooperazione con i britannici, riuscendo a riaggregare i pochi uomini ancora disposti alla lotta contro il dominio coloniale britannico. Nel febbraio del 1910 viene avvertito che le autorità britanniche stanno per arrestarlo con un'altra falsa accusa. Obbedendo a un ordine interiore si imbarca segretamente per Chandernagore, che lascerà il 31 marzo per raggiungere il 4 aprile dello stesso anno Pondichéry, allora un'enclave dell'India francese, dove rimarrà per il resto della sua esistenza.
A Pondicherry andrà prendendo forma quello che Sri Aurobindo stesso definisce il suo "vero lavoro", che verrà portato a compimento grazie all'aiuto della sua compagna spirituale, Mirra Alfassa, che verrà chiamata semplicemente Mère, la Madre. Tuttavia, ancora per molti anni, Sri Aurobindo non trascura la sua attività poetica, letteraria e filosofica, compilando da solo per sei anni (dal 1914 al 1920) la rivista Arya, nella quale andrà elaborando le sue maggiori opere in prosa: La vita divina, La sintesi degli Yoga, Il ciclo umano, L'ideale dell'unità umana, i Saggi sulla Gïtã, Il segreto dei Veda, oltre a studi di linguistica comparata e a numerosi altri saggi di filosofia, di critica poetica e letteraria: circa cinquemila pagine in sei anni.
In queste opere Sri Aurobindo illustra la propria visione del mondo e dell'evoluzione, creando quella che Romain Rolland definiva «la più vasta sintesi mai realizzata tra il genio dell'Asia e il genio dell'Europa». Mentre Aldous Huxley parlerà di Sri Aurobindo come del «Platone delle generazioni future». E tuttavia Sri Aurobindo diceva "in confidenza" ad alcuni suoi discepoli: «mai e poi mai sono stato un filosofo, benché abbia scritto di filosofia: ma questa è un'altra storia. Prima di praticare lo yoga... sapevo pochissimo di filosofia; ero poeta e mi occupavo di politica, non certo di filosofia. Nel 1914 un intellettuale francese mi aveva proposto di collaborare a una rivista filosofica, e dato che la mia teoria era che uno yogi deve riuscire a fare qualsiasi cosa, non avevo argomenti per rifiutare; poi lui fu richiamato in guerra e mi lasciò con 64 pagine di filosofia da riempire ogni mese, tutte da solo! L'ho potuto fare perché mi bastava trasporre in termini intellettuali ciò che avevo osservato e appreso un giorno dopo l'altro nella pratica dello yoga: ed ecco che la filosofia nasceva automaticamente. Ma questo non vuol dire essere filosofo!».
Sri Aurobindo scriveva in un modo davvero particolare: non un libro alla volta, ma quattro e anche sei libri contemporaneamente, sui temi più svariati: e non doveva fare nessuno sforzo cerebrale, come egli stesso ha cercato di spiegare in alcune lettere. «Vorrei sottolineare che non pensavo quando scrivevo per la rivista Arya, come non penso mai quando scrivo queste lettere e queste risposte... Scrivo nel silenzio mentale cose che arrivano già formate... Il migliore sollievo per il cervello è quando il pensiero si forma fuori del corpo e al di sopra del capo. In ogni caso per me è avvenuto così».

### Il "vero lavoro" di Sri Aurobindo
Il 24 novembre 1926 Sri Aurobindo si ritira nella propria stanza, dalla quale non uscirà mai più fino alla morte, il 5 dicembre del 1950. Il ritiro era necessario per potersi concentrare più intensamente in quello che considerava il suo vero lavoro: «Non è contro il governo britannico che ora devo battermi, questo chiunque può farlo, ma contro l'intera Natura universale!». Da quel momento si circonda di quella riservatezza che doveva caratterizzare l'intera esistenza trascorsa a Pondicherry. «La mia vita non si è svolta in superficie, affinché gli uomini la possano vedere». Continuò comunque ad intrattenere un fitto epistolario con decine e decine di corrispondenti, tanto che questo assumerà una mole considerevole (solo una parte delle lettere sono state raccolte in sei volumi, col titolo di Lettere sullo Yoga), affrontando gli argomenti più disparati: arte, letteratura, yoga, filosofia, politica. Durante la seconda guerra mondiale egli si schierò pubblicamente a favore degli Alleati, cercando invano di far capire ai capi politici dell'epoca, tra cui Gandhi, l'importanza di contrastare con ogni mezzo le pericolosissime mire espansionistiche di Hitler e del nazismo.
Dopo aver percorso le strade spirituali del passato, aver sperimentato le più svariate esperienze di comunione divina e di realizzazione interiore, Sri Aurobindo si lancia alla ricerca di una più completa esperienza, capace di unire i due poli dell'esistenza, la Materia e lo Spirito. Mentre la maggior parte dei percorsi mistici del passato portavano ad un aldilà che sboccava ineluttabilmente al di fuori della vita terrestre, l'ascesa spirituale compiuta da Sri Aurobindo costituisce il preludio di una discesa della luce e del potere dello Spirito nella Materia, allo scopo di trasformarla. Sri Aurobindo vede (proprio come gli antichi Rishi che composero i Veda) che il mondo manifestato non è un errore o un'illusione che l'anima dovrebbe rigettare per far ritorno al cielo o rientrare nel Nirvana: il mondo è la grande scena di una evoluzione spirituale, una evoluzione o avventura della Coscienza per mezzo della quale dall'Incoscienza originaria si va sviluppando una manifestazione progressiva, in divenire, della Coscienza Divina, celata fin dall'origine o involuta nella Materia.
La mente rappresenta la più alta vetta finora raggiunta dall'evoluzione, ma non è la più elevata in assoluto. L'uomo stesso, afferma Sri Aurobindo, è soltanto "un essere di transizione". Al di sopra della mente esiste una Sopramente, una Coscienza-di-Verità, una divina Gnosi sopramentale che possiede spontaneamente la luce e il potere della suprema Conoscenza Divina e la cui discesa sulla terra è destinata ad apportare un radicale cambiamento nella vita e nella materia. La dimostrazione dell'attualità di questa trasformazione, che è in corso e non è di là da venire, si può trovare in quel prezioso documento di evoluzione sperimentale che sono i tredici volumi dell'Agenda di Mère: essa è aperta alla "comprensione" di tutti coloro che vogliono conoscerla e sperimentarla.

## Opere tradotte in italiano
- La sintesi dello yoga, vol. I. Lo yoga delle opere divine, Casa Editrice Astrolabio-Ubaldini, Roma, 1967
- La sintesi dello yoga, vol. II. Lo yoga della conoscenza integrale, Casa Editrice Astrolabio-Ubaldini, Roma, 1969
- La sintesi dello yoga, vol. III. Lo yoga dell'amore divino, Lo yoga dell'autoperfezione, Casa Editrice Astrolabio-Ubaldini, Roma, 1970
- Il ciclo umano. Psicologia dello sviluppo sociale, ed. Arka, 1985
- L'ideale dell'Unità umana, ed. Arka, 1987
- Pensieri e Aforismi. Commentati dalla Madre, ed. Arka, 1988
- Lettere sullo Yoga 5 vol., ed. Arka, Milano, 1988-1992
- La Isha Upanishad, ed. Sri Aurobindo Ashram, 1990-1995
- Lo yoga della Bhagavad Gita, Edizioni Mediterranee, Roma 1995
- Guida allo yoga, Edizioni Mediterranee, Roma, 1983
- La manifestazione supermentale sulla terra, ed. Domani, 1997
- Ultime Poesie - Last Poems, ed. Tapas Germoglio, 1998
- La vita divina, 2 volumi, Edizioni Mediterranee, Roma 1998
- Eraclito, ed. Tapas Germoglio, 2000
- Savitri. Leggenda e simbolo, 2 volumi, Edizioni Mediterranee, Roma 2000
- Lettere sullo Yoga vol. VI, ed. Tapas Germoglio, 2001
- L'Ora di Dio, ed. Domani, 2003
- Il segreto dei Veda 2 volumi ed. aria nuova, 2004-2005
- Perseo il liberatore, dramma lirico in cinque atti, ed. aria nuova, 24 aprile 2006
- I Visir di Bassora, commedia romantica in 5 atti, ed. aria nuova, 24 aprile 2007
- Ilio. La caduta di Troia, ed. aria nuova 29 febbraio 2008
- Erik - Vasavadatta, due drammi lirici in 5 atti, ed. aria nuova 24 aprile 2009
- Rodogune, tragedia in 5 atti, ed. aria nuova, 24 novembre 2009
- Poesie, ed. aria nuova, 21 febbraio 2010
- Īśā Upanisad, Casa Editrice Astrolabio-Ubaldini, Roma, 2011
- Savitri, ed. aria nuova, 2011
- Conversazioni con Pavitra, edito da Miranda Vannucci, 2011

### Libri che contengono selezioni dalle sue opere
- La risata divina. L'umorismo di Sri Aurobindo, Tommaso Iorco, ed. Il punto d'incontro, 2000
- L'avventura della coscienza, Satprem, Edizioni Mediterranee, Roma, 2004
- Crescere dentro, ed. Liliaurora, 2005